# Pelargonium pulverulentum
Pelargonium pulverulentum là một loài thực vật có hoa trong họ Mỏ hạc. Loài này được Colv. ex Sweet mô tả khoa học đầu tiên.